# Bill Rowe (ingénieur du son)
Pour les articles homonymes, voir William Rowe et Rowe.
William Oliver "Bill" Rowe (né le 2 février 1931 à Crook (Angleterre) et mort le 29 septembre 1992 à Northwood (Angleterre)) est un ingénieur du son britannique.

## Biographie
Bill Rowe commence à travailler comme employé de bureau mais, au cours de son service militaire, il découvre le radar et cela lui procure un intérêt pour le son qui ne se démentira plus. Après sa démobilisation, il travaille pour RCA puis entre aux Ealing Studios. Plus tard il rejoint les Studios d'Elstree de l'Associated British Picture Corporation.

## Filmographie (sélection)

### Cinéma
- 1955 : Tueurs de dames (The Ladykillers) d'Alexander Mackendrick
- 1966 : Un million d'années avant J.C. (One Million Years B.C.) de Don Chaffey
- 1971 : Orange mécanique (A Clockwork Orange) de Stanley Kubrick
- 1971 : Dr Jekyll et Sister Hyde (Dr. Jekyll and Sister Hyde) de Roy Ward Baker
- 1972 : Dracula 73 (Dracula A.D. 1972) d'Alan Gibson
- 1973 : Une maîtresse dans les bras, une femme sur le dos (A Touch of Class) de Melvin Frank
- 1974 : Le Crime de l'Orient-Express (Murder on the Orient Express) de Sidney Lumet
- 1975 : Barry Lyndon de Stanley Kubrick
- 1975 : Lisztomania de Ken Russell
- 1975 : The Rocky Horror Picture Show de Jim Sharman
- 1975 : T'as pas 100 balles ? (Brother, Can You Spare a Dime?) de Philippe Mora
- 1975 : Tommy de Ken Russell
- 1977 : Julia de Fred Zinnemann
- 1977 : Jabberwocky de Terry Gilliam
- 1977 : Croix de fer (Cross of Iron) de Sam Peckinpah
- 1978 : Mort sur le Nil (Death on the Nile) de John Guillermin
- 1978 : Midnight Express d'Alan Parker
- 1979 : Alien, le huitième passager (Alien) de Ridley Scott
- 1979 : Quadrophenia de Franc Roddam
- 1980 : Le miroir se brisa (The Mirror Crack'd) de Guy Hamilton
- 1981 : La Maîtresse du lieutenant français (The French Lieutenant's Woman) de Karel Reisz
- 1981 : Les Chariots de feu (Chariots of Fire) de Hugh Hudson
- 1982 : Dark Crystal (The Dark Crystal) de Jim Henson et Frank Oz
- 1982 : Meurtre au soleil (Evil Under the Sun) de Guy Hamilton
- 1983 : Yentl de Barbra Streisand
- 1983 : Jamais plus jamais (Never Say Never Again) d'Irvin Kershner
- 1983 : Krull de Peter Yates
- 1983 : Local Hero de Bill Forsyth
- 1984 : Birdy d'Alan Parker
- 1984 : La Déchirure (The Killing Fields) de Roland Joffé
- 1984 : Le Fil du rasoir (The Razor's Edge) de John Byrum (en)
- 1984 : Another Country : Histoire d'une trahison (Another Country) de Marek Kanievska
- 1986 : Fievel et le Nouveau Monde (An American Tail) de Don Bluth
- 1986 : Mission (The Mission) de Roland Joffé
- 1986 : Clockwise de Christopher Morahan
- 1986 : F/X, effets de choc (F/X) de Robert Mandel
- 1987 : Le Dernier Empereur (L'ultimo imperatore) de Bernardo Bertolucci
- 1989 : Batman de Tim Burton
- 1990 : Memphis Belle de Michael Caton-Jones
- 1991 : Jamais sans ma fille (Not Without My Daughter) de Brian Gilbert
- 1992 : Lunes de fiel (Bitter Moon) de Roman Polanski
- 1992 : La Cité de la joie (City of Joy) de Roland Joffé

### Télévision
- 1965-1969 : Le Saint (7 épisodes)
- 1967-1969 : Chapeau melon et bottes de cuir (8 épisodes)
- 1969-1970 : Mon ami le fantôme (10 épisodes)
- 1969-1970 : Département S (6 épisodes)
- 1970-1971 : L'Autobus à impériale (9 épisodes)
- 1978-1979 : Le Retour du Saint (17 épisodes)

## Distinctions

### Récompenses
- 1985 : British Film Institute Award pour l'ensemble de sa carrière
- British Academy Film Award du meilleur son
  - en 1980 pour Alien, le huitième passager
  - en 1982 pour La Maîtresse du lieutenant français
  - en 1985 pour La Déchirure
- Oscars 1988 : Oscar du meilleur mixage de son pour Le Dernier Empereur

### Nominations
- British Academy Film Award du meilleur son
  - en 1973 pour Orange mécanique
  - en 1982 pour Les Chariots de feu
  - en 1987 pour Mission
  - en 1989 pour Le Dernier Empereur
  - en 1990 pour Batman